# Список хет-триков сборной Хорватии по футболу

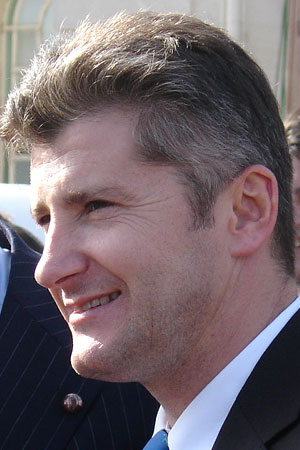
Давор Шукер - единственный автор двух хет-триков за сборную Хорватии

Сбо́рная Хорва́тии по футбо́лу (хорв. Hrvatska nogometna reprezentacija) представляет Хорватию в международных матчах и турнирах по футболу. С момента первого международного матча сборной Хорватии (2 апреля 1940 года против Швейцарии), 7 игроков забили три или более голов за сборную. Первым игроком, забившими три гола, стал Аугуст Лешник, являющийся игроком загребского клуба «Граджянски».
Младен Петрич первый и пока единственный игроком сборной Хорватии, забившим 4 гола в одном матче. Последний хет-трик на счету Эдуардо да Силва в матче против Израиля (4:3) в отборочном матче Евро-2008.
С 1940 года сборной Хорватии забивали 4 хет-трика. Последний на данный момент хет-трик на счету Тео Уолкотта в отборочном матче Чемпионата мира 2010 — тогда сборная Англии победила со счетом 4:1.

## Список хет-триков
Данные приведены на 2 марта 2025
| Дата            | Голы | Игрок            | Соперник         | Стадион               | Соревнование                  | Результат | Отчёт |
| --------------- | ---- | ---------------- | ---------------- | --------------------- | ----------------------------- | --------- | ----- |
| 6 сентября 1942 | 3    | Аугуст Лешник    | Словакия         | Конкордие (Загреб)    | Товарищеский матч             | 6:1       |       |
| 9 апреля 1944   | 3    | Франьо Вёлфл     | Словакия         | Конкордие (Загреб)    | Товарищеский матч             | 7:3       | Отчёт |
| 3 сентября 1995 | 3    | Давор Шукер      | Эстония          | Максимир (Загреб)     | Евро-1996 (отборочный турнир) | 7:1       | Отчёт |
| 13 марта 1996   | 3    | Горан Влаович    | Республика Корея | Краньчевича (Загреб)  | Товарищеский матч             | 3:0       | Отчёт |
| 8 августа 1998  | 3    | Давор Шукер      | Австралия        | Максимир (Загреб)     | Товарищеский матч             | 7:0       | Отчёт |
| 24 марта 2001   | 3    | Бошко Балабан    | Латвия           | Градски врт (Осиек)   | ЧМ 2002 (отборочный турнир)   | 4:1       | Отчёт |
| 7 октября 2006  | 4    | Младен Петрич    | Андорра          | Максимир (Загреб)     | Евро-2008 (отборочный турнир) | 7:0       | Отчёт |
| 15 ноября 2006  | 3    | Эдуардо да Силва | Израиль          | Рамат-Ган (Рамат-Ган) | Евро-2008 (отборочный турнир) | 4:3       | Отчёт |
| 4 июня 2016     | 3    | Марио Манджукич  | Сан-Марино       | Руевица (Риека)       | Товарищеский матч             | 10:0      | Отчёт |
| 4 июня 2016     | 3    | Никола Калинич   | Сан-Марино       | Руевица (Риека)       | Товарищеский матч             | 10:0      | Отчёт |
| 6 октября 2016  | 3    | Марио Манджукич  | Косово           | Лоро Боричи (Шкодер)  | ЧМ 2018 (отборочный турнир)   | 6:0       | Отчёт |